# Казиспеа
Ка́зиспеа (эст. Kasispea), ранее также Ка́сиспа (эст. Kasispä, Kasispää), Ка́сиспе и Ка́зиспа  — деревня на севере Эстонии в волости Куусалу, уезд Харьюмаа. 

## География и описание
Расположена на полуострове Пяриспеа на берегу залива Эру. Высота над уровнем моря — 27 метров.
На территории деревни находится самый большой эрратический валун Эстонии — валун Яани-Тоома (охват 35 м, высота 7,8 м).
Климат умеренный. Официальный язык — эстонский. Почтовый индекс — 74811.

## Население
По данным переписи населения 2021 года, в Казиспеа проживали 102 человека, из них 95 (93,1 %) — эстонцы.
Численность населения деревни Казиспеа по данным переписей населения:
| Год  | 1959 | 1970  | 1979  | 1989  | 2000  | 2011 | 2021  |
| ---- | ---- | ----- | ----- | ----- | ----- | ---- | ----- |
| Чел. | 153  | ↘ 117 | ↘ 106 | ↘ 103 | ↘ 101 | ↘ 87 | ↗ 102 |

## История
Деревня впервые упомянута в 1586 году в счётной книге мызы Кольк (Колга), согласно которой в ней проживали 4 семьи. В 1580-х годах упоминается Casispe By, в 1637 году — Kaßkißpee, в 1699 году — Kasipaby, в 1798 году — Kassispa.

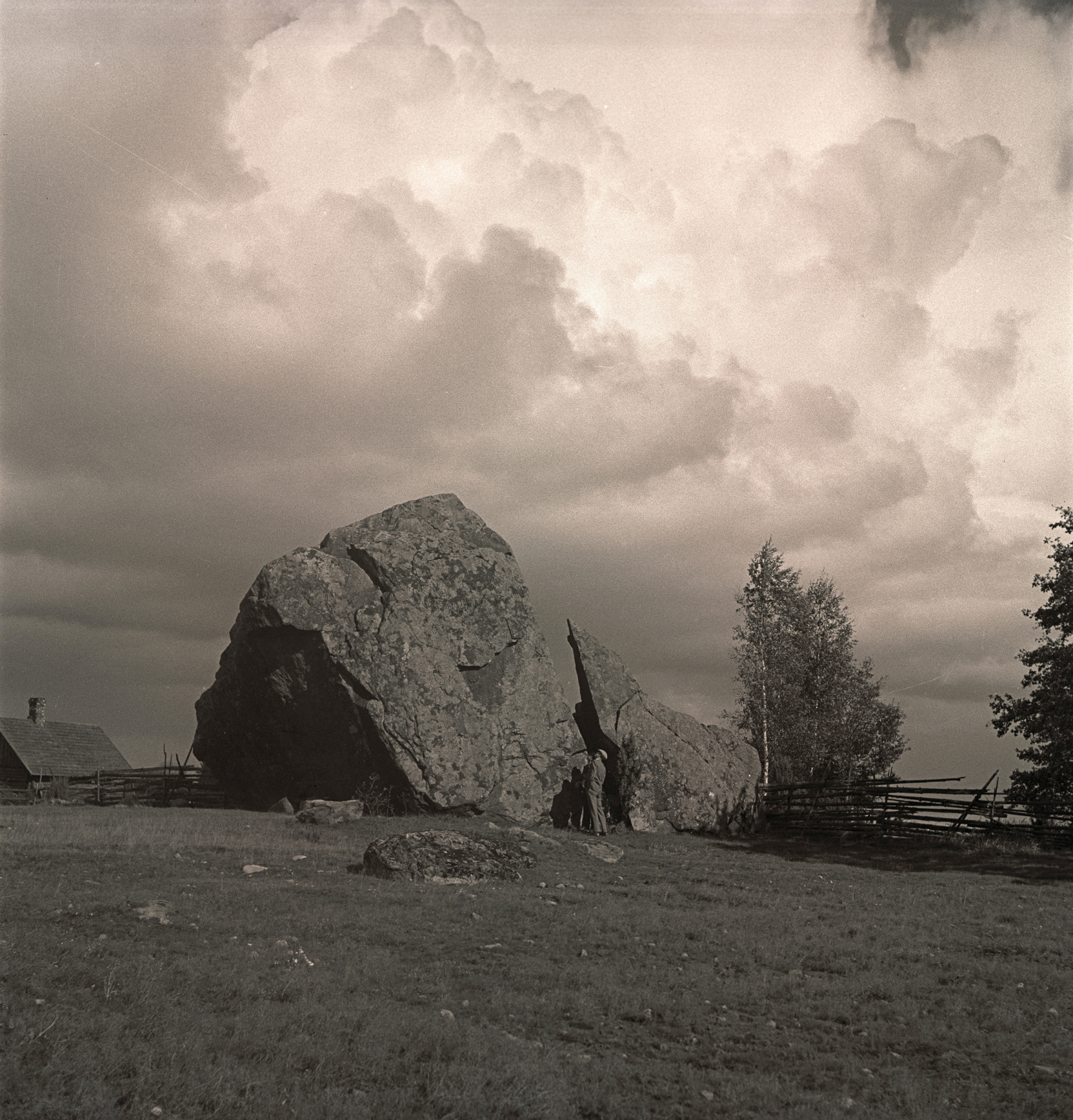
Валун Яани-Тоома, 1930-е годы (фотограф Карл Сарап)

Казиспеа является одной из старейших прибрежных деревень волости Куусалу благодаря хорошим возможностям для рыбной ловли. Хотя земля в районе Казиспеа песчаная и гравийная, здесь всегда возделывались сельскохозяйственные угодья. Жители деревни делят её на три части: Каруотс (эст. Karuots), Пеэбуотс (эст. Peebuots) и Пюгалаотс (эст. Pügalaots).
К концу XIX века количество дворов увеличилось до 40 за счёт бобылей. В 1930-х годах в Казиспеа насчитывалось 56 дворов. В 1940 году в деревне проживало 220 человек, но это число сократилось из-за бегства эстонцев в Финляндию и Швецию во время Второй мировой войны и после мартовской депортации 1949 года.
В 2016 году, в честь 430-летия первого упоминания деревни Казиспеа, была выпущена книга на эстонском языке «Деревня Казиспеа в словах и фотографиях» («Kasispea küla sõnas ja pildis»).

## Комментарии
1. ↑  Эстонские топонимы, оканчивающиеся на -а, не склоняются и не имеют женского рода (исключение — Нарва)[10].